# Piotr Krawczyk (generał)
Piotr Jan Krawczyk (ur. 1 grudnia 1969 w Stoczku Łukowskim) – pilot wojskowy, generał brygady Wojska Polskiego, doktor nauk wojskowych.

## Życiorys
Jest absolwentem Wyższej Oficerskiej Szkoły Lotniczej oraz Akademii Obrony Narodowej (AON), gdzie ukończył m.in. studia magisterskie oraz studia podyplomowe w zakresie pedagogiki. W 2004 roku uzyskał na Wydziale Lotnictwa i Obrony Powietrznej AON stopień doktora nauk wojskowych, specjalność: nauki wojskowe. W trakcie służby wojskowej pełnił między innymi funkcję dowódcy klucza oraz zastępcy dowódcy eskadry w 11 Pułku Lotnictwa Myśliwskiego. Był pracownikiem naukowym AON. W latach 2008–2011 pełnił służbę na stanowisku starszego specjalisty w Dowództwie Sił Powietrznych, a następnie zastępcy dowódcy grupy – dowódcy eskadry w 36 Specjalnym Pułku Lotnictwa Transportowego i starszego specjalisty w Dowództwie Sił Powietrznych.
W 2015 roku został powołany na stanowisko szefa oddziału w Dowództwie Generalnym Rodzajów Sił Zbrojnych i w tym samym roku awansowany na stopień pułkownika. 29 listopada 2016 roku otrzymał nominację na stopień generała brygady WP. Od lipca 2016 do grudnia 2020 roku był Rektorem-Komendantem Lotniczej Akademii Wojskowej.
10 grudnia 2020 roku objął stanowisko zastępcy dowódcy Centrum Operacji Powietrznych - Dowództwa Komponentu Powietrznego.
Został odznaczony Brązowym Krzyżem Zasługi (2003) i Lotniczym Krzyżem Zasługi (2022).
W dniu 31 stycznia 2025 zakończył zawodową służbę wojskową. 